# Robert Haußner
 Karl Hermann Robert Haußner (auch Carl Hermann Robert Haussner, * 6. Februar 1863 in Naumburg; † 24. April 1948 in Stockholm) war ein deutscher Mathematiker.

## Leben
Robert Haußner studierte an der Universität Halle-Wittenberg und bei Ernst Schering und Hermann Amandus Schwarz an der Universität Göttingen Mathematik.
1888 wurde er in Göttingen zum Dr. phil. promoviert und wirkte anschließend als Assistent am Physikalischen Institut der Universität Würzburg, am Institut für Mineralogie der Universität Göttingen sowie am Institut für Mathematik der Universität Würzburg. 1894 wurde er in Würzburg für Mathematik habilitiert. 1898 wurde Haußner außerordentlicher Professor an der Universität Gießen, 1902 ordentlicher Professor an der TH Karlsruhe und von 1905 bis zu seiner Emeritierung 1934 wirkte er als Direktor des mathematischen Instituts und des mathematischen Seminars an der Universität in Jena. Daneben fungierte er ab 1923 für den Verlag Walter de Gruyter als Berater für den Bereich Mathematik der Sammlung Göschen.
Am 11. Mai 1910 wurde Karl Hermann Robert Haußner unter der Matrikel-Nr. 3307 als Mitglied in die Kaiserliche Leopoldinisch-Carolinische Deutsche Akademie der Naturforscher aufgenommen.

## Schriften
- Die Bewegung eines von zwei festen Centren nach dem Newton'schen Gesetze angezogenen materiellen Punktes. Kästner, Göttingen 1889 (Dissertation, Göttingen 1888)
- Zur Theorie der Bernoulli'schen und Euler'schen Zahlen. In: Nachrichten von der Königlichen Gesellschaft der Wissenschaften und der Georg-Augusts-Universität zu Göttingen, 21, 1893, S. 777–809 Digitalisat
- Darstellende Geometrie. Erster Teil. Elemente; Ebenflächige Gebilde. Göschen, Leipzig 1902 Digitalisat
- Darstellende Geometrie. Zweiter Teil. Perspektive ebener Gebilde; Kegelschnitte. Göschen, Leipzig 1908 Digitalisat

- Als Herausgeber:
  - Untersuchungen über verschiedene Anwendungen der Infinitesimalanalysis auf die Zahlentheorie von G. Lejeune Dirichlet. Engelmann, Leipzig 1897 Digitalisat
  - Wahrscheinlichkeitsrechnung (Ars conjectandi) von Jakob Bernoulli (1713.). Erster und zweiter Theil, Engelmann, Leipzig 1899 Digitalisat
  - Wahrscheinlichkeitsrechnung (Ars conjectandi) von Jakob Bernoulli (1713.). Dritter und vierter Theil, Engelmann, Leipzig 1899 Digitalisat
  - Darstellende Geometrie von Gaspard Monge (1798.). Engelmann, Leipzig 1900 Digitalisat
  - mit Karl Schering: Gesammelte mathematische Werke von Ernst Schering. Mayer u. Müller, Berlin 1902 Digitalisat
  - Abhandlungen über die regelmässigen Sternkörper. Abhandlungen von L. Poinsot, 1809, A.L. Cauchy, 1811, J. Bertrand, 1858, A. Cayley, 1859. Engelmann, Leipzig 1906 Digitalisat